# Terminàlia (revista)
Terminalia és una revista catalana especialitzada en terminologia, publicada per la Societat Catalana de Terminologia (SCATERM), filial de l'Institut d'Estudis Catalans (IEC), que va néixer el 2009.
La revista, dirigida per Maria Teresa Cabré i Castellví, té com a objectiu principal mostrar l'activitat científica i professional relacionada amb la terminologia catalana, donant a conèixer el treball fet en els territoris de llengua catalana i, al mateix temps, fent-se ressò de les experiències d'interès general de l'exterior. La revista es publica en català i en anglès i admet contribucions en castellà i en francès. Terminàlia té una periodicitat semestral i es publica tant en paper com en suport electrònic. El 50% dels continguts de la revista són contribucions originals, sotmeses a avaluació per parells d'experts externs. La resta de la revista està estructurada en seccions fixes, que reflecteixen l'actualitat de les diverses activitats de la terminologia i d'àmbits afins, i serveix d'òrgan d'intercanvi i d'expressió dels diversos perfils professionals vinculats a la terminologia.
El Consell de Redacció de la revista està format per socis i sòcies de la SCATERM, els quals programen i coordinen cada número i en gestionen el contingut. El Consell de Redacció rep assessorament del Consell Científic de la publicació, constituït per personalitats de diversos camps del coneixement i interessats per la llengua i la terminologia.
Terminàlia es troba indexada a les bases de dades i classificacions següents: CARHUS Plus + 2014; CIRC; Citefactor; Dialnet; DICE; DOAJ; Dulcinea; EBSCO; Google Acadèmic; Hispana; ISOC; JournalTOCs; Latindex; MIAR; MLA; RACO; RESH; SHERPA/RoMEO; TIB.eu; Traces; Ulrich’s; i WorldCat.